# 日奈久温泉
日奈久温泉（ひなぐおんせん）は、熊本県八代市（旧国肥後国）にある温泉。詩人・種田山頭火が愛好したことで知られる。藩営の温泉として栄えたため、町並みに風格がある。

## 泉質
- 弱アルカリ単純泉

## 温泉街
天草諸島を望む不知火海（八代海）の海岸沿いに旅館街がある。木造三階建てが点在し往時の名残をとどめており、細い路地に懐かしい雰囲気が漂う。夏場には不知火見物が、冬季には晩白柚を温泉に入れた晩白柚風呂が名物。海の幸も豊富で、とりわけタチウオ、ハモ、ワタリガニが有名。町を見下ろす場所に温泉神社がある。辺りで良質の竹が産出されるため、竹細工が盛んで、籠、びく、箕などが作られ温泉土産として売られている。
合計16の泉源が集中しているが、現在は温泉協同組合を作り、一部の温泉を除いて共同管理している。湧出量は毎時140トン、ほとんどの旅館がかけ流しである。日奈久の名産として高田焼や竹細工、日奈久ちくわが知られる。
かつては駅と温泉を結ぶ乗合馬車も運行されて、黒板塀となまこ壁の旅館街を走る姿が見られた。

## 歴史
1409年（応永16年）、刀傷を負った父（甲斐重村の家臣だった浜田右近）の平癒を祈願した浜田六郎左衛門が、市杵島姫命（いちきしまひめのみこと）のお告げにより干潟から湯を掘り当てた伝説が残る。六郎左衛門が掘ったとされる湯元には、記念碑が建っている。
1540年（天文9年）8月11日から27日にかけて龍造寺氏、1586年（天正14年）9月10日に上井覚兼が、それぞれ湯治した記録が残っている。江戸時代には熊本藩細川氏の藩営温泉となった。藩主・細川綱利の命によって大浴場が設けられ、身分に応じて入浴が許可された。八代城主・松井氏や参勤交代途上の島津氏もよく利用した。
明治に入ると宿も増え、名士たちも「どこよりも日奈久」とやってきたという。薩摩街道筋を中心に明治・大正・昭和の町の区割りや建物、路地が残っている。

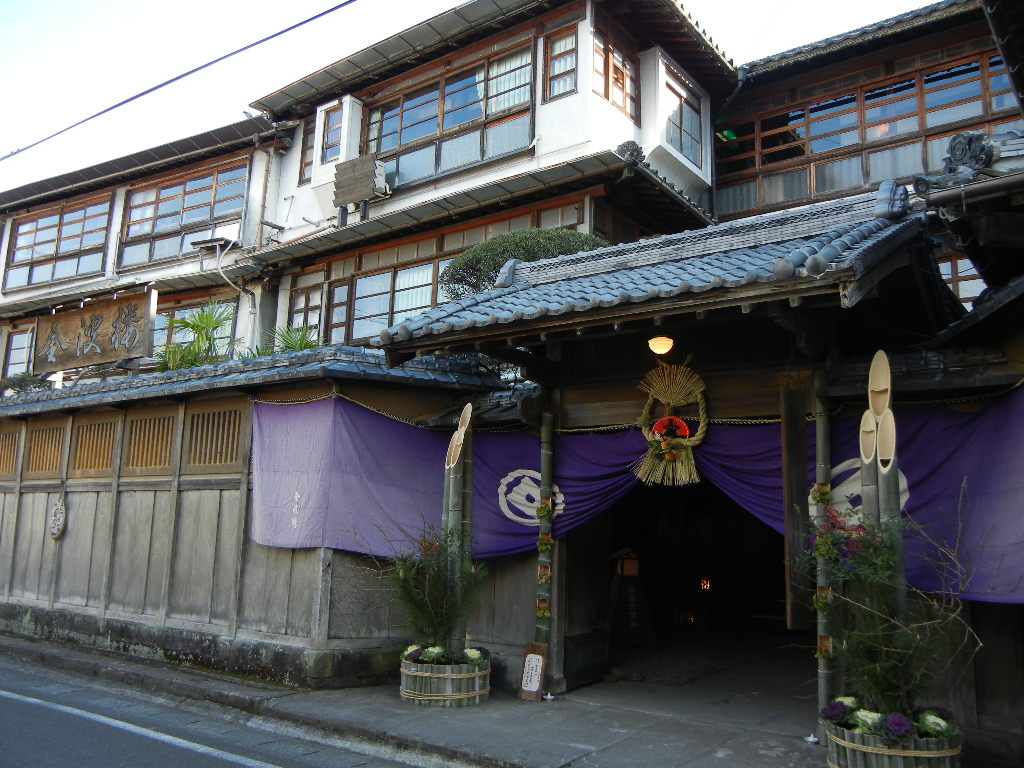
金波楼

特に、明治末期から昭和初期に相次いで建てられた木造三階建て、二階建て旅館群は、九州内では最も多く密集しており、細部に至る数奇屋細工や和小屋・洋小屋掛け、浴場の変遷などを見ることができ、随所に建築的価値の高い建物が残る。国の登録有形文化財に登録されている金波楼のほか、泉屋、柳屋旅館、新湯旅館などが代表的で、いずれも現在でも宿泊可。

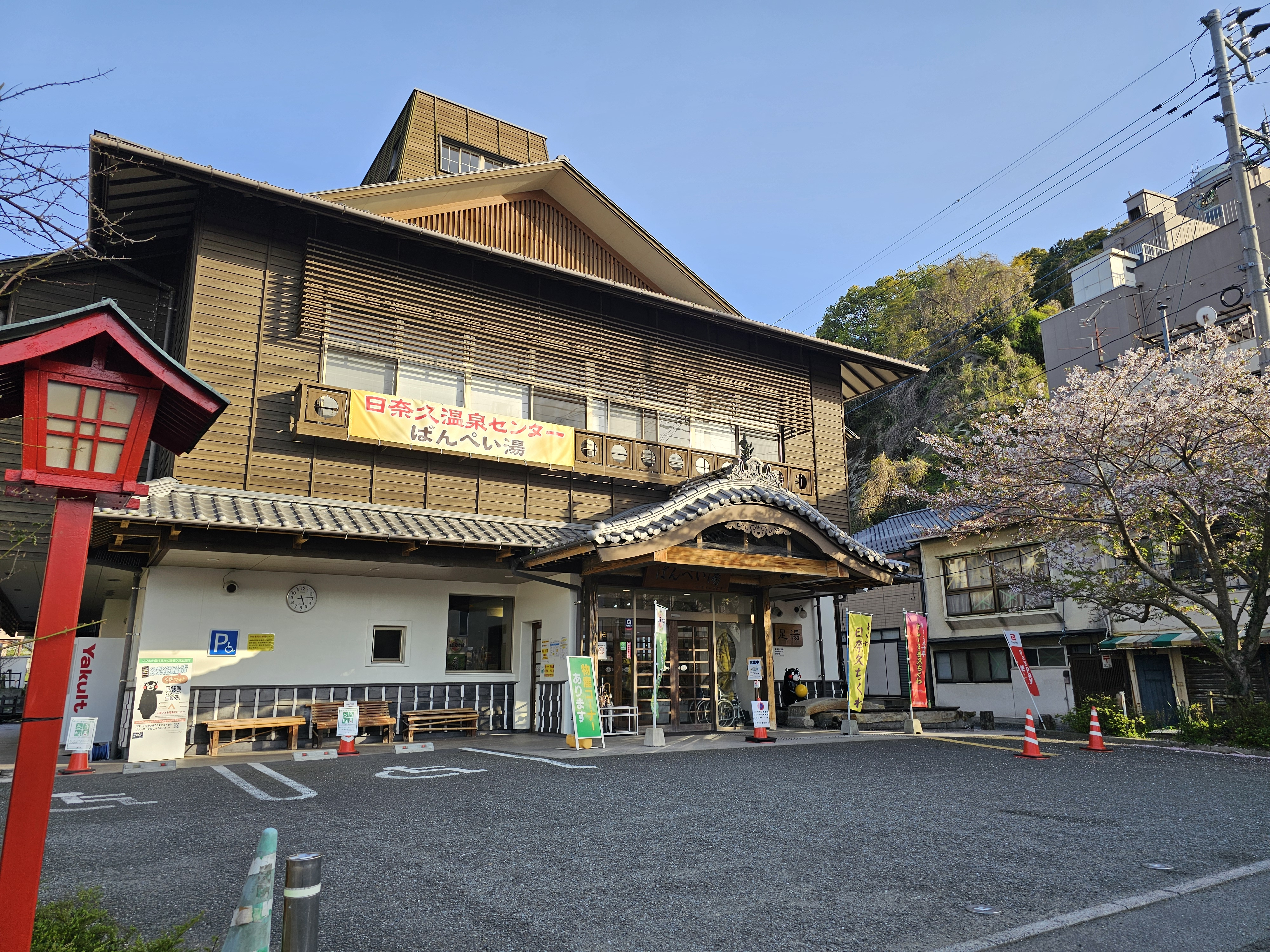
日奈久温泉センター「ばんぺい湯」

1967年に開業した市営日奈久温泉センターの老朽化が進み利用客も低迷していたことから、八代市はこれを解体し、熊本藩の奥座敷で藩営の湯となり、明治時代には観光施設であった「本湯」をイメージした和風の新施設を建設。開湯600年に当たる2009年7月の「丑の湯祭」に合わせ、完成（丑の湯祭りとは土用の丑の日に毎年開催され、一度入浴すると1000回入浴した効果が出ると言われる祭り）。
2009年7月21日13時より、日奈久温泉センター「ばんぺい湯」の営業を再開した。

## 乗合馬車
かつては国鉄日奈久駅（現在の肥薩おれんじ鉄道日奈久温泉駅）から温泉街（日奈久温泉センター）まで乗合馬車が日奈久駅を発着していた列車の時間に合わせて運行されていた。日奈久駅開業と同時に運行を開始し、毎日駅前から国道3号を経由して温泉街を一日中トコトコとのんびり走る馬車は日奈久温泉の名物として知られ、地元住民や観光客に長く親しまれてきた。しかし温泉街は建物密集地で国道3号の道幅が狭く整備も遅れていたため、交通量の増加に伴って馬車の運行で温泉街での自動車の渋滞が慢性化し始め、交通事故やドライバーからの苦情、警察からの指導の増加など問題も多くなってきたことから1970年代後半頃から徐々に運行回数を減らしていき、営業末期は比較的交通量が少ない土休祝日やゴールデンウィーク、夏休みなど観光シーズンのみの運行となっていた。運行の存続と廃止については長年議論され、地元住民を始めとして馬車運行存続の運動も起きたが、馬の高齢化や客車車体の老朽化なども重なり、結局1984年に惜しまれつつ運行が廃止され61年の運行の歴史に幕を閉じた。現在も新湯旅館などに「国鉄鹿児島本線日奈久駅から乗合馬車で5分」の案内が掲出され当時の名残をとどめている。
この乗合馬車については肥薩おれんじ鉄道の経営移管後も温泉への観光誘致のため八代市議会や商工会議所などで運行の復活について度々話し合いが行われているが、馬を管理出来る住民や厩舎が既に無く、また住民の高齢化や過疎化で温泉関係の後継者が不足していること、温泉街が古くから温泉旅館や住宅の密集地で国道を含む道の道幅が狭いこと、また温泉街の旅館には国の登録有形文化財の登録や、県の指定文化財に指定されている建物も多く、乗合馬車廃止後に文化財に指定または登録された建物もあるため、道幅を広げるための建物の取り壊しが難しいことや、温泉街中心部の地下にも広大な温泉脈があるため国道3号や裏道の整備、道幅の拡張工事が簡単には出来ず、代わりのルートが作れないことなど諸問題も多いことから復活には至っていない。

## アクセス
- 肥薩おれんじ鉄道線日奈久温泉駅下車徒歩12分(1km)。
- JR九州鹿児島本線八代駅から九州産交バス日奈久下西町ゆき、道の駅たのうらゆきなどに乗車し、日奈久温泉前で下車すぐ。
- 南九州自動車道日奈久インターチェンジより1.1㎞。